# Capital de Japón

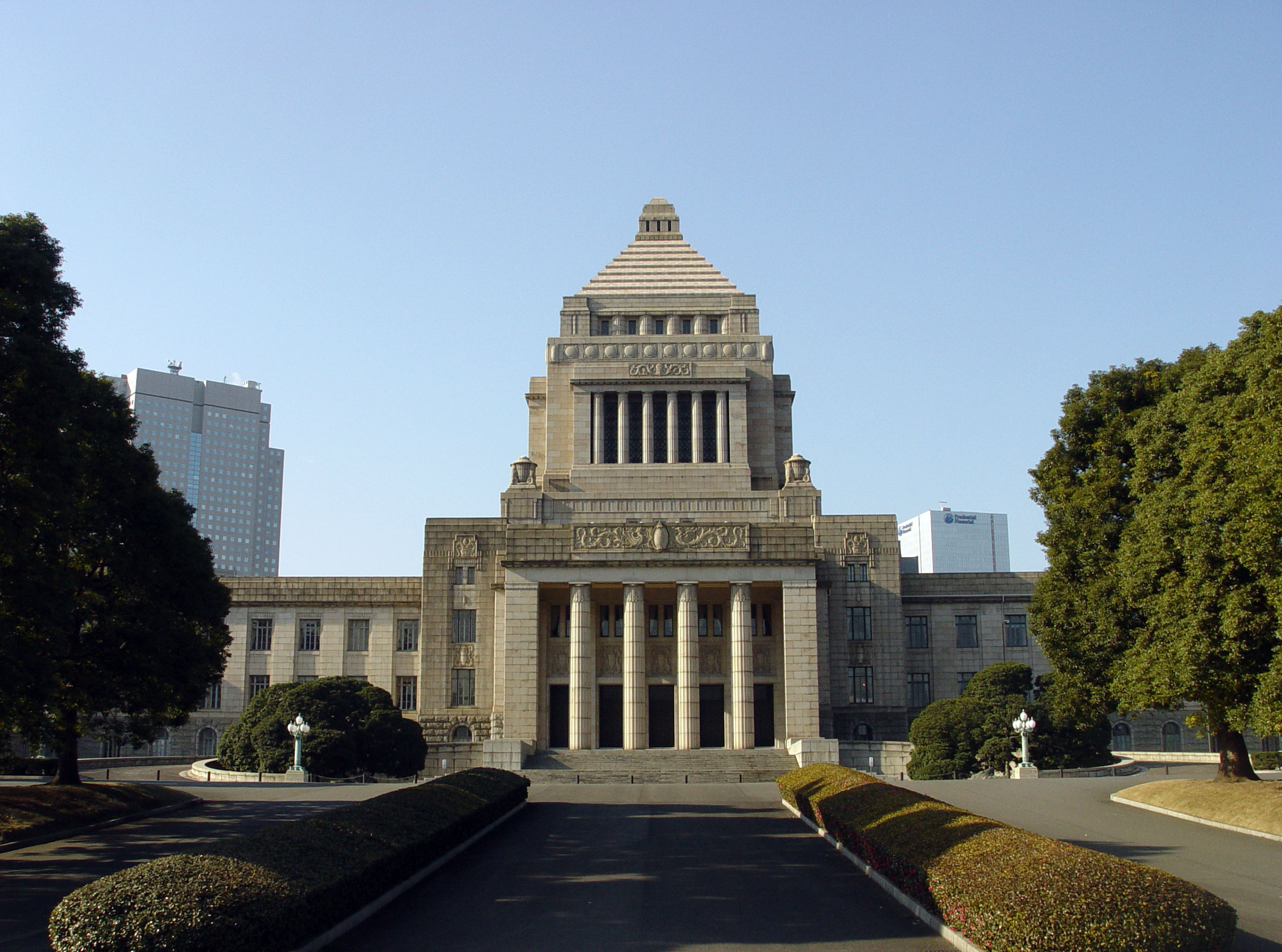
Fachada de la Dieta de Japón, en Tokio.

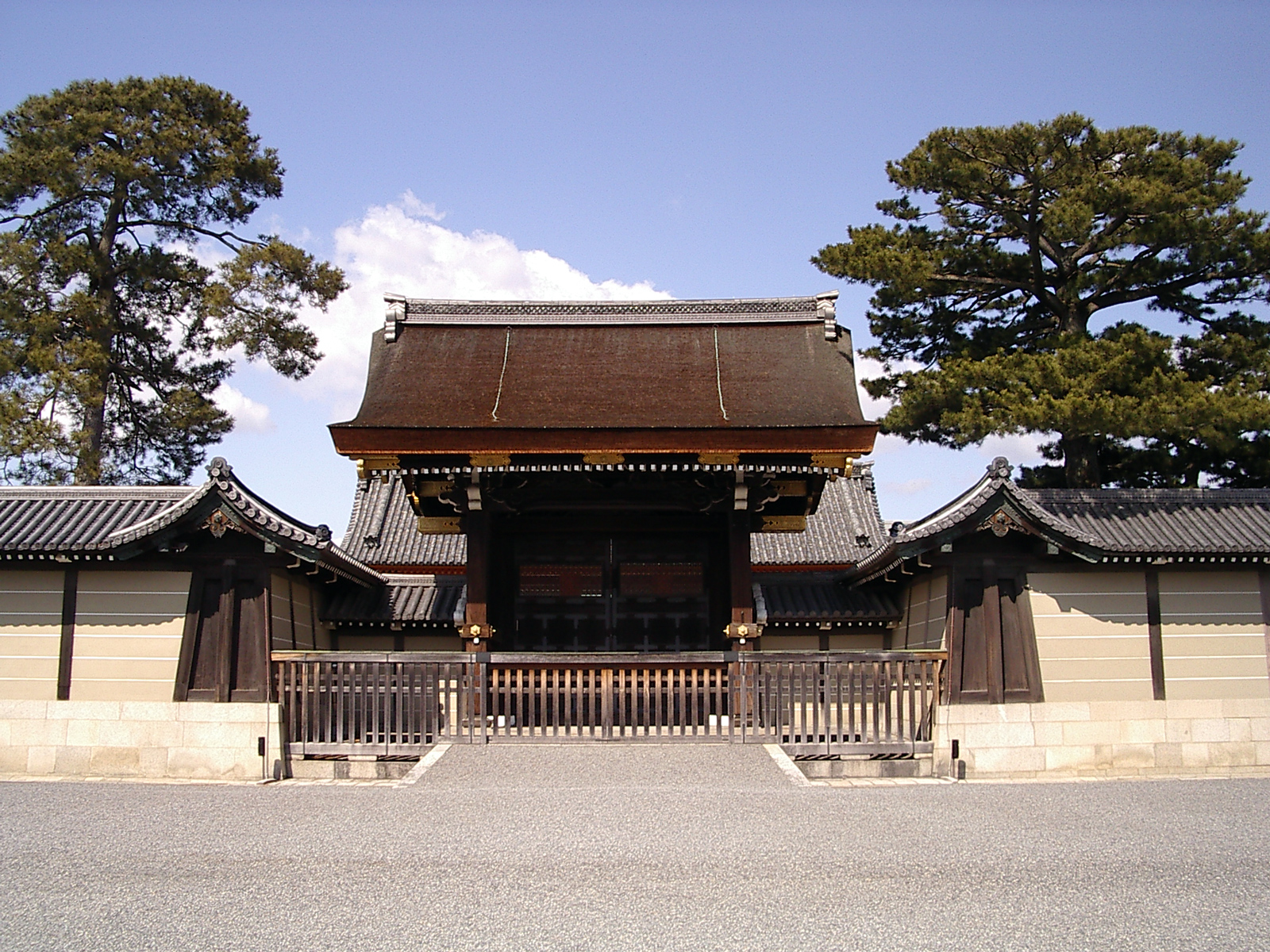
Palacio Imperial de Kioto, antigua residencia del Emperador de Japón hasta su traslado a Tokio. Existen opiniones que sostienen que el edicto de traslado no fue legal, por lo que sostienen que Kioto seguiría siendo la capital de Japón.

La capital de Japón es Tokio, hogar del Emperador. Esto generalmente no está en disputa, pero  está definido legalmente. De hecho, existe una disputa acerca de cuándo Tokio se convirtió en la capital: algunos dicen que ocurrió cuando la prefectura de Tokio fue establecida en 1868, otros dicen cuando el Castillo Edo se convirtió en el Castillo de Tokio en ese mismo año, mientras que otros mencionan que fue cuando el Castillo de Tokio se convirtió en el Castillo Imperial (ahora el Kōkyo) en 1869. Históricamente hablando, existió un edicto imperial que transfería la capital a Heiankyo, y de que no se elaboró uno que haya transferido la capital de Kioto a Tokio. Así, existen opiniones de que la transferencia a Heiankyo fue válida y que Kioto es aún la capital de Japón, mientras que algunos opinan que tanto Kioto como Tokio son simultáneamente capitales de Japón.

## Concepciones de la capital de Japón antes de la Restauración Meiji
Durante la era Edo, Japón poseía tres capitales o miyako (京?). Edo fue la capital del shogunato Tokugawa, Kioto era la residencia del Emperador de Japón (a su vez era la capital cultural y tradicional) y Osaka fue la capital no oficial de los comerciantes.

## Argumentos en favor de Tokio como capital

### La ubicación de la Dieta
Después de la Segunda Guerra Mundial, la nueva Constitución de Japón transfirió la soberanía del estado del Emperador al pueblo, representado en la Dieta de Japón. La lógica popular hizo que se convirtiera la sede de la Dieta en la capital de Japón. Esta es la base legal más concreta que reconoce a Tokio como la única capital de Japón, ya que el Emperador no tenía poder de gobernar, así también otras instituciones estatales tenían su sede en Tokio. 

### El "área de la capital" en la ley japonesa
Al no haber ley que designe a Tokio como la capital de Japón, muchas leyes tienen definido un "área de la capital" (首都圏 shutoken?) que incorpora Tokio. El artículo 2 de la Ley de Consolidación del Área de la Capital de 1956 establece que "En esta Ley, el término 'área de la capital' denotará una amplia región que comprende tanto el territorio de la Metrópolis de Tokio así como las regiones alejadas designadas por orden del gabinete". Esto claramente implica que el gobierno ha designado a Tokio como capital de Japón, a pesar de que no está explícitamente establecido, y la definición de "área de la capital" está restringido a las condiciones de dicha ley.
Otras leyes que se refieren al "área de la capital" incluyen la Ley de Corporación Pública de las Autopistas de la Capital y la Ley de Preservación del Cinturón Verde del Área de la Capital.
Este término para capital no fue usado para referirse a Kioto. De hecho, el término shuto comenzó a usarse en la década de 1860 como una glosa del término "capital".

## Posición oficial del gobierno
En 1941, el Ministerio de Educación publicó un libro llamado "Historia de la Restauración", que es aún usado por los estudiantes. Este libro se refiere a la "designación de Tokio como capital" (東京奠都 Tōkyō-tento?) sin hacer mención acerca del "traslado de la capital a Tokio" (東京遷都 Tōkyō-sento?). Un libro de historia contemporáneo describe que el gobierno Meiji "trasladó la capital (shuto) de Kioto a Tokio" sin usar el término sento.
Recientemente, existen movimientos de transferir la capital de Tokio a otras regiones. Oficialmente es referido como un "traslado de las funciones de la capital" en vez de "traslado de la capital" o "traslado de la Dieta y otras organizaciones".

## Capitales históricas de Japón
| Capital                                                       | Período                           | Notas                                                             |
| ------------------------------------------------------------- | --------------------------------- | ----------------------------------------------------------------- |
| Naniwa-kyō (難波宮?) (Osaka)                                  | siglo IV                          | Palacio Takatsu                                                   |
| Asuka-kyō (飛鳥宮?) (Asuka, Nara)                             | 592-645                           | Palacio Toyura, Palacio Owarida, Palacio Okamoto, Palacio Itabuki |
| Naniwa-kyō                                                    | 645-655                           | Palacio Nagaratoyosaki                                            |
| Asuka-kyō                                                     | 655-667                           | Palacio Kawahara, Palacio Okamoto, etc.                           |
| Ōmi-kyō (大津京?) (Ōtsu, Shiga)                               | 667-672                           | Palacio Ōtsu                                                      |
| Asuka-kyō                                                     | 672-694                           | Palacio Asuka-Kiyomihara                                          |
| Fujiwara-kyō (藤原京?) (Kashihara, Nara)                      | 694-710                           |                                                                   |
| Heijō-kyō (平城京?) (Nara, Nara)                              | 710-740                           | Palacio Heijō                                                     |
| Kuni-kyō (恭仁京?) (Kamo, Kioto)                              | 740-744                           |                                                                   |
| Naniwa-kyō (Osaka)                                            | 744                               |                                                                   |
| Palacio Shigaraki (紫香楽宮 Shigaraki no miya?) (Kōka, Shiga) | enero de 745 - mayo de 745        |                                                                   |
| Heijō-kyō (Nara)                                              | mayo de 745 - 784                 |                                                                   |
| Nagaoka-kyō (長岡京?) (Nagaokakyō, Kioto)                     | 784-794                           |                                                                   |
| Heian-kyō (平安京?) (Kioto)                                   | 794 - junio de 1180               | Palacio de Kioto                                                  |
| Fukuhara-kyō (福原京?) (Kōbe, Hyōgo)                          | junio de 1180 - noviembre de 1180 |                                                                   |
| Heian-kyō (Kioto)                                             | noviembre de 1180 - 1868          |                                                                   |
| Tokio (Chiyoda, Tokio)                                        | desde 1868                        | Palacio de Tokio                                                  |